# Quận Napa, California
Quận Napa là một quận trong tiểu bang California, Hoa Kỳ. Quận lỵ đóng tại thành phố Napa2. Theo Cục điều tra dân số Hoa Kỳ, dân số năm 2000 của quận này là 133.433 người 2.